# Departamento Río Hondo
Das Departamento Río Hondo liegt im Westen der Provinz Santiago del Estero im Nordwesten Argentiniens und ist eine von 27 Verwaltungseinheiten der Provinz.
Es grenzt im Norden an das Departamento Jiménez, im Osten an das Departamento Banda, im Süden an die Departamentos Capital und Guasayán und im Westen an die Provinz Tucumán.
Die Hauptstadt des Departamento Río Hondo ist Termas de Río Hondo.

## Bevölkerung
Nach Schätzungen des INDEC stieg die Einwohnerzahl des Departamento Río Hondo von 50.781 Einwohnern (2001) auf 50.886 im Jahre 2005.

## Städte und Gemeinden
Das Departamento Río Hondo ist in folgenden Gemeinden aufgeteilt:
- Chauchillas
- Colonia Tinco
- Los Nuñez
- Pozuelos
- Termas de Río Hondo
- Villa Río Hondo
- Vinara